# Melanopula biceps
Melanopula biceps is een hooiwagen uit de familie Sclerosomatidae.